# Gonzalo Restrepo Jaramillo
Gonzalo Restrepo Jaramillo (Medellín, 1 de enero de 1895 - Medellín, 13 de agosto de 1966) fue un abogado, diplomático, empresario y político colombiano, miembro del Partido Conservador Colombiano, miembro de la corriente ospinipastranista.
Nació en Medellín, en enero de 1895, hijo de Nicanor Restrepo Restrepo y Margarita Jaramillo Villa. Estudió Derecho en la Universidad de Antioquia y en la Universidad de Notre Dame, en Estados Unidos.
Se desempeñó como miembro de la Asamblea Departamental de Antioquia, Senador de la República y Representante a la Cámara por Antioquia.
Fue embajador de Colombia en Estados Unidos para el presidente Mariano Ospina Pérez, entre 1947 y 1949,Jefe de la Delegación colombiana ante la Organización de Naciones Unidas y Ministro de Relaciones Exteriores del presidente de Colombia, Laureano Gómez, de 1950 hasta la renuncia de Gómez en 1951. En 1959, el presidente Alberto Lleras Camargo lo designó Ministro de Educación, pero no aceptó el cargo.
Fue profesor de la Escuela Nacional de Minas y la Universidad de Antioquia, de la cual también fue rector. Así mismo, fue miembro de la Academia Colombiana de la Lengua y de la Academia Antioqueña de Historia.